# Michel Butor

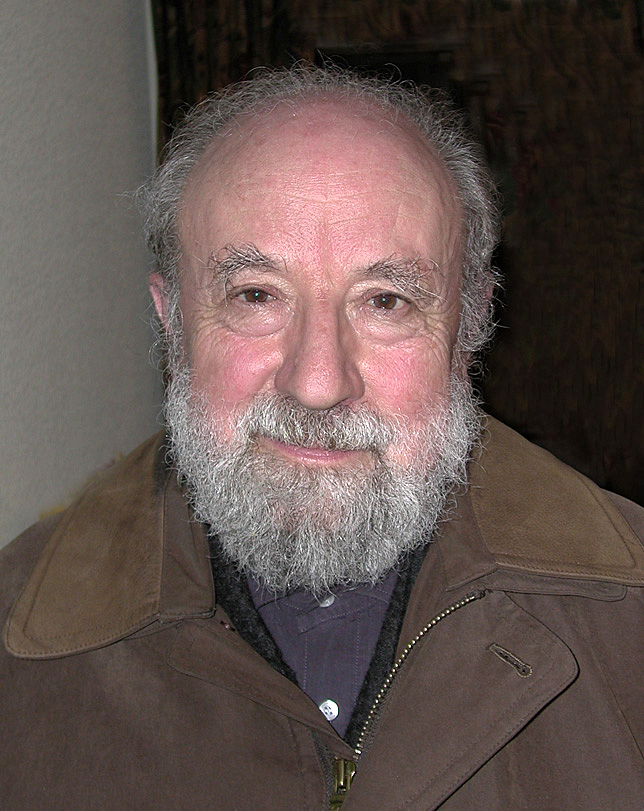
Michel Butor 2006.

Michel Butor, född 14 september 1926 i Mons-en-Baroeul i Nord, död 24 augusti 2016 i Contamine-sur-Arve i Haute-Savoie, var en fransk författare och essäist som skrev i den franska nouveau roman-traditionen.
Han försökte förnya romanen genom att göra den mer objektiv och saklig. De psykologiserande inslagen mönstras ut eller ersätts av kommentarer som spinns ut i det oändliga ("romanen som pseudoforskning")